# 17 ноември
 Тази статия е за датата.  За терористичната организация вижте Революционна организация „17 ноември“.  
17 ноември е 321-вият ден в годината според григорианския календар (322-ри през високосна година). Остават 44 дни до края на годината.

## Събития
- 284 г. – Диоклециан е обявен за римски император от войниците си.
- 1292 г. – Джон I Бейлиъл става крал на Шотландия.
- 1040 г. – Френският крал Шарл VIII окупира Флоренция, Италия.
- 1558 г. – След смъртта на кралица Мария Тюдор на английския трон застава Елизабет I.
- 1775 г. – Крал Густав III основава град Куопио във Финландия (по това време принадлежаща на Швеция)
- 1796 г. – Френски революционни войни: Френските сили побеждава австрийските в Италия.
- 1800 г. – Провежда се първото заседание на Конгреса на САЩ във Вашингтон.
- 1810 г. – Швеция обявява война на своя съюзник Обединеното Кралство, за да започне Англо-шведската война, въпреки че никога не се води битка.
- 1831 г. – Еквадор и Венецуела се отделят като самостоятелни държави от Велика Колумбия.
- 1855 г. – Шотландският изследовател на Африка Дейвид Ливингстън открива голям водопад на река Замбези и го назовава „Виктория“.
- 1858 г. – Открит е град Денвър, Колорадо.
- 1869 г. – Открит е Суецкия канал в Египет, който свързва Средиземно море с Червено море.
- 1912 г. – Балканската война: Начало на Чаталджанската операция.
- 1919 г. – Гражданска война в Русия: Червената армия превзема град Курск.
- 1939 г. – Девет студенти от Университета на Прага, в т.ч. лидера на протеста Ян Оплетал, са убити от нацистките окупатори; събитието става повод за обявяването на деня за Международен ден на студентите и първото му честване през 1941 г. в Лондон.
- 1948 г. – Крайцерът Аврора е изведен от експлоатация. Същата година е обявен за паметник на революцията и превърнат в музей.
- 1950 г. – Тензин Гятсо – 14-ият Далай Лама, е ръкоположен за държавен глава на Тибет.
- 1953 г. – След смъртта на Сталин и поставянето на балсамираното му тяло в Мавзолея на Ленин в Москва, сградата е открита като Мавзолей на Ленин и Сталин.
- 1954 г. – Гамал Абдел Насър е избран за президент на Египет.
- 1958 г. – В Судан е извършен държавен преврат от военните и цялата власт преминава в ръцете на генерал Ибрахим Абуд.
- 1962 г. – Президента Джон Кенеди отваря Международно летище „Вашингтон-Дълес“ във Дълес, на 42 км. от столицата на САЩ Вашингтон.
- 1962 г. – В списание Нов свят е публикувана първата повест на Александър Солженицин.
- 1969 г. – В Хелзинки започват преговори между САЩ и СССР за ограничаване на стратегическите оръжия.
- 1970 г. – Луна (програма): СССР приземява на Луната „Луноход 1“ – първият апарат с дистанционно управление, достигнал повърхността на друго космическо тяло.
- 1973 г. – По повод на Международния ден на студентите настъпва кулминация на масовите протестни действия срещу диктатурата в Политехниката на Атина (Гърция).
- 1981 г. – Самолетът „Туполев Ту-154B-2“, който изпълнява полет 3603 на „Аерофлот“, се разбива в терена при опит за кацане на летището в Норилск и убива 95 пътници и 4 члена на екипаж на борда.
- 1989 г. – Започва Нежната революция в Чехословакия – като легален протест на студенти в Прага, която е потушена от милицията; загива един студент, което дава началото на протести за сваляне на комунистическото правителство (те успяват на 29 декември).
- 1991 г. – Събранието на Република Македония гласува първата конституция на суверенна и независима Република Македония.
- 1993 г. – На стадион „Парк де Пренс“ в Париж България побеждава Франция с 2:1, като по този начин Франция вече няма възможност да се класира на Световното първенство в САЩ. По време на излъчване на мача по БНТ1 коментаторът на двубоя Николай Колев - Мичмана произнася фразата „Господ е българин!“, с която става известен.
- 2003 г. – Започва мандатът на холивудския актьор Арнолд Шварценегер като губернатор на Калифорния.
- 2003 г. – 50 души загиват при катастрофа, когато полет 363 на „Татарстан Еърлайнс“ на международното летище „Казан“, Казан, Русия.
- 2019 г. – Първият известен случай на КОВИД-19 е засечен. Това е 55-годишен мъж, който е посетил пазар в Ухан, провинция Хубей в Китай.

## Родени
- 9 г. – Веспасиан, римски император († 79 г.)
- 1755 г. – Луи XVIII, крал на Франция († 1824 г.)
- 1765 г. – Жак Макдоналд, френски маршал († 1840 г.)
- 1788 г. – Михаил Шчепкин, руски артист († 1863 г.)
- 1790 г. – Аугуст Мьобиус, немски математик, механик и астроном теоретик († 1868 г.)
- 1827 г. – Петко Славейков, български поет, писател и фолклорист († 1895 г.)
- 1857 г. – Жозеф Бабински, френски невролог патолог († 1932 г.)
- 1862 г. – Георги Бошнаков, български военен деец († 1944 г.)
- 1865 г. – Луи Айер, български педагог († 1916 г.)
- 1866 г. – Стефан Тасев, български военен деец († ? г.)
- 1878 г. – Лиза Майтнер, австрийска физичка († 1968 г.)
- 1887 г. – Бърнард Монтгомъри, британски командир († 1976 г.)
- 1887 г. – Георги Попов, български военен деец († 1953 г.)
- 1895 г. – Кирил Преславски, български княз и регент († 1945 г.)
- 1902 г. – Юджин Уигнър, унгарски физик, Нобелов лауреат през 1963 г. († 1995 г.)
- 1905 г. – Астрид Шведска, белгийска кралица († 1935 г.)
- 1906 г. – Соичиро Хонда, японски инженер и предприемач († 1991 г.)
- 1911 г. – Кристиан Фуше, френски политик и дипломат († 1974 г.)
- 1922 г. – Стенли Коен, американски биохимик, Нобелов лауреат през 1986 г. († 2020 г.)
- 1925 г. – Рок Хъдзън, американски актьор († 1985 г.)
- 1928 г. – Тодор Ташев, български писател († 2015 г.)
- 1933 г. – Панчо Панчев, български писател, драматург и сценарист († 2019 г.)
- 1938 г. – Добри Добрев, български актьор
- 1940 г. – Йордан Мутафчиев, български политик и дипломат († 2015 г.)
- 1942 г. – Мартин Скорсезе, американски режисьор и сценарист
- 1944 г. – Дани де Вито, американски актьор
- 1944 г. – Рем Колхас, нидерландски архитект
- 1947 г. – Александър Димитров, български политик
- 1945 г. – Ролан Жофе, британски филмов режисьор
- 1952 г. – Роман Огаза, полски футболист († 2006 г.)
- 1957 г. – Мирзакарим Норбеков, узбекистански писател
- 1964 г. – Марина Кар, ирландска писателка
- 1966 г. – Ричард Фортъс, американски китарист
- 1966 г. – Софи Марсо, френска актриса
- 1970 г. – Пламен Петков, български журналист и сценарист
- 1971 г. – Майкъл Адамс, британски шахматист
- 1974 г. – Шарик Леон, колумбийска актриса и модел
- 1976 г. – Кирил Бояджиев, български актьор
- 1983 г. – Кристофър Паолини, американски писател
- 1986 г. – Нани, португалски футболист
- 1990 г. – Роман Зозуля, украински футболист
- 1998 г. – Сам Беукема, нидерландски футболист

## Починали
- 375 г. – Валентиниан I, римски император (* 321 г.)
- 474 г. – Лъв II, византийски император (* ок. 467 г.)
- 1417 г. – Евренос, османски пълководец (* 1288 г.)
- 1494 г. – Джовани Пико дела Мирандола, италиански философ (* 1463 г.)
- 1558 г. – Мария I Тюдор, кралица на Англия (* 1516 г.)
- 1624 г. – Якоб Бьоме, германски мистик и религиозен философ (* 1575 г.)
- 1780 г. – Бернардо Белото, италиански художник (* 1721 г.)
- 1796 г. – Екатерина II, императрица на Русия (* 1729 г.)
- 1818 г. – Шарлота фон Мекленбург-Щрелиц, кралица на Обединеното кралство (* 1744 г.)
- 1858 г. – Робърт Оуен, британски социалист утопист (* 1771 г.)
- 1900 г. – Александър Имеретински, руски офицер (* 1837 г.)
- 1905 г. – Адолф, велик херцог на Люксембург (* 1817 г.)
- 1908 г. – Поп Грую Бански, български духовник и революционер (* 1836 г.)
- 1917 г. – Огюст Роден, френски скулптор (* 1840 г.)
- 1924 г. – Христо Юрданов, български офицер (* 1864 г.)
- 1931 г. – Георги Атанасов, български композитор (* 1882 г.)
- 1934 г. – Йоахим Рингелнац, немски писател (* 1883 г.)
- 1938 г. – Анте Трумбич, хърватски политик (* 1864 г.)
- 1946 г. – Анастас Бендерев, български военен деец (* 1859 г.)
- 1947 г. – Рикарда Хух, германска поетеса и романистка (* 1864 г.)
- 1950 г. – Сребрен Поппетров, български революционер (* 1869 г.)
- 1982 г. – Петър Панчевски, български и съветски генерал (* 1902 г.)
- 1984 г. – Георги Петров, български аграрен учен (* 1916 г.)
- 1985 г. – Лон Нол, камбоджански военачалник, политик и държавник (* 1913 г.)
- 1990 г. – Роберт Хофщетер, американски физик, Нобелов лауреат (* 1915 г.)
- 1998 г. – Ефим Гелер, украински шахматист (* 1925 г.)
- 2000 г. – Луи Неел, френски физик, Нобелов лауреат през 1970 г. (* 1904 г.)
- 2006 г. – Ференц Пушкаш, унгарски футболист (* 1927 г.)
- 2008 г. – Ангел Ангелов, български художник (* 1923 г.)
- 2012 г. – Илия Аргиров, български народен певец от пиринския край (* 1932 г.)
- 2012 г. – Иван Бенчев, български изкуствовед (* 1944 г.)
- 2013 г. – Дорис Лесинг, британска писателка, носителка на Нобелова награда (* 1919 г.)

## Празници
- Световен ден на недоносените деца
- Международен ден на студентите (за първи път се отбелязва през 1941 г. в Лондон)
- Азербайджан – Ден на националното възраждане
- Демократична република Конго – Празник на армията
- Маршалови острови – Ден на президента
- Словакия и Чехия – Ден на борбата за свобода и демокрация (начало на Нежната революция, 1989 г.)